# المزرعة (الجليل)
المزرعة هي بلدة عربية تقع في الجليل الغربي بين مدينتي عكا ونهاريا، شمال فلسطين. تُعد من القرى القليلة التي لم تُهدم أو يُهجّر سكانها خلال نكبة عام 1948، مما يجعلها رمزًا للصمود الفلسطيني في وجه التهجير والاحتلال.

## الموقع الجغرافي
تقع المزرعة على بعد حوالي 6 كيلومترات شمال مدينة عكا، و2 كيلومتر جنوب مدينة نهاريا، في سهل عكا الساحلي. تحيط بها قرى فلسطينية مهجّرة مثل السميرية وكويكات وأم الفرج. يمر بوادي المجنونة (وادي عمقا) الذي يقسم القرية. 

## التاريخ
عُرفت القرية قديمًا باسم "الاسكندرونة"، مما يدل على أنها كانت مأهولة منذ القدم. في العصور الوسطى، ذُكرت باسم "le Mezera" عند الفرنجة، الذين بنوا فيها قلعة حصينة ما زالت بقاياها قائمة. في القرن الثامن عشر، سيطر ظاهر العمر على القرية بعد استيلائه على عكا.

## البنية المعمارية
تتميز المزرعة بوجود معالم أثرية مثل قصر بهاء الدين والمعصرة ودار الوقف وقناة الباشا والمدرسة القديمة وشجرة السدر. كما أُقيم فيها سجن زُجّ فيه العديد من القادة والمفكرين الفلسطينيين دون محاكمة، منهم الشاعر نوح إبراهيم والقائد اليافوي علي محمد سليم الدباغ 

## السكان
في فترة الانتداب البريطاني، كانت المزرعة تتبع لقضاء عكا، وقدّر عدد سكانها عام 1945 بحوالي 700 نسمة. اليوم، تُعد من القرى القليلة التي حافظت على سكانها الأصليين بعد نكبة 1948.

## الإدارة المحلية
كان للمزرعة مجلس محلي أُسس عام 1896. في عام 1982، أُدرجت ضمن المجلس الإقليمي الإسرائيلي "مطه أشر"، ثم استعادت مجلسها المحلي المستقل عام 1996.